# Єдність (фільм)
«Єдність» (англ. Unity) — американський документальний фільм, написаний, знятий та спродюсований Шоном Монсоном. Він є продовженням іншого фільму Монсона «Земляни» 2005 року. В ньому взяли участь близько 100 людей: акторів, артистів, атлетів, авторів, бізнесменів, режисерів, військовослужбовців та музикантів. Фільм випустили у світовий прокат 12 серпня 2015 року.

## Сюжет
Історія, що представляє поняття світу, в якому все є однаково цінним, і неважливо чи то людина, тварина або дерево. Це світ, який не спирається на протилежності, а світ, який сприймається тільки як єдине ціле. Фільм складається з п'яти частин: «Космосу», «Розуму», «Тіла», «Серця» та «Душі».

## У ролях
- Common
- Dr. Dre
- Moby
- Аарон Пол
- Адам Левін
- Едріан Греньє
- Елісон Іствуд
- Аманда Сайфред
- Емі Смарт
- Анжеліка Г'юстон
- Антон Єльчін
- Аріан Фостер
- Арлін Мартел
- Бальтазар Гетті
- Бен Кінґслі
- Бен Вішоу
- Бетт Гарт
- Брендон Бойд
- Керолайн Гудолл
- Керрі-Енн Мосс
- Кейсі Аффлек
- Кетрін Тейт
- Клер Форлані
- Клоріс Лічмен
- Деміен Мендер
- Девід Коперфілд
- Девід ДеЛуіс
- Девид Лашапель
- Діпак Чопра
- Діанна Агрон
- Едвард Джеймс Олмос
- Еллен Берстін
- Еллен Дедженерес
- Емілі Дешанель
- Ів Бест
- Фамке Янссен
- Фань Бінбін
- Фріда Пінто
- Джеффрі Раш
- Ґреґорі Кольбер
- Гейлі Стейнфілд
- Гелен Міррен
- Ізабель Лукас
- Дженьюері Джонз
- Джейсон Мрез
- Джефф Голдблюм
- Дженніфер Еністон
- Дженніфер Тіллі
- Джессі Кармайкл
- Джессіка Честейн
- Хоакін Фенікс
- Джо Перрі
- Джоел Едґертон
- Джон Полл Діджоріа
- Джорджа Фокс
- Джулія Ормонд
- Кеті Фрестон
- Кевін Спейсі
- Крістен Белл
- Крістен Віг
- Ларенц Тейт
- Лейтон Містер
- Ліна Гіді
- Лев Шрайбер
- Меґґі Ґрейс
- Меггі К'ю
- Малін Акерман
- Марсія Ґей Гарден
- Маріенн Вільямсон
- Меріел Хемінгуей
- Маріон Котіяр
- Марк Стронг
- Мартін Шин
- Меттью Модін
- Меттью Рікард
- Майкл Беквіт
- Майкл Гембон
- Мішель Родрігес
- Мінні Драйвер
- Міссі Хіґґінс
- Нестор Серрано
- Олівія Манн
- Олівія Вайлд
- Памела Андерсон
- Пол Вотсон
- Персія Вайт
- Філ Донаг'ю
- Порша де Россі
- Рік Аллен
- Роуз Бірн
- Рассел Сіммонс
- Рутгер Гауер
- Раян О'Ніл
- Сем Саймон
- Селена Гомес
- Шон Тоуб
- Сьюзен Серендон
- Тім Макілрот
- Том Гіддлстон
- Тоні Говк
- Тоні Кенел
- Зої Салдана[2][4]

## Виробництво
26 червня 2013 року Шон Монсон почав кампанію на Kickstarter, щоб завершити і продати фільм, з метою досягнення «як мінімум $800 000, які потрібні на пост-продакшн і реліз фільм впродовж року», але спроба по збору коштів була невдалою. Після виходу свого першого фільму «Земляни» у 2005 році, Монсон працював близько семи років над «Єдністю».

## Випуск
Продюсюванням займались Мелісса Деніс і Шон Монсон з компанії Nation Earth, а розповсюдженням — SpectiCast і Fathom Events.
Також фільм є у версії аудіокниги, яку читає сам Монсон. Аудіокнига має повний варіант сценарію і триває близько п'яти годин.